# Witnica
Witnica (niem. Vietz) – miasto w zachodniej Polsce, w woj. lubuskim, w powiecie gorzowskim, siedziba gminy miejsko-wiejskiej Witnica.
Według danych GUS z 30 czerwca 2024 r. Witnica liczyła 6417 mieszkańców.
Miasto położone jest 26 km od Gorzowa Wielkopolskiego przy drodze wojewódzkiej nr 132 (relacji Gorzów Wielkopolski – Kostrzyn nad Odrą). Przez miasto przepływa rzeka Witna, która jest dopływem Warty. Na północny zachód od miasta znajduje się Jezioro Wielkie.
Witnica leży w historycznej ziemi lubuskiej, po przejęciu jej w 1261 przez Brandenburgię stanowiła też część Nowej Marchii.

## Powierzchnia i podział administracyjny
Według danych z 1 stycznia 2011 r. powierzchnia miasta wynosiła 8,24 km².
W latach 1975–1998 miasto administracyjnie należało do woj. gorzowskiego a wcześniej w 1950–1975 należało do województwa zielonogórskiego.

## Gospodarka
W mieście znajduje się głównie przemysł spożywczy, browarniczy, metalowy, skórzany i materiałów budowlanych. W mieście działa Witnicka Strefa Przemysłowa.

## Historia

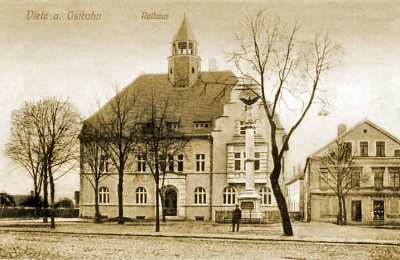
Witnica w XIX w.

Nazwa Witnica pochodzi od słów wić, witka, czyli rodzaju wierzby.
Okolice Witnicy już na początku naszej ery zamieszkiwali pierwsi osadnicy wschodniogermańscy, Wandalowie i Burgundowie. Tysiąc lat później osada przeszła na własność zakonu templariuszy. Było to w roku 1100. Niemalże do połowy XIII wieku tereny te należały do Wielkopolski. Najstarsza pisana wzmianka o niewielkiej osadzie Witnica pochodzi z 1252 roku. W 1261 roku Witnica przeszła z rąk zakonu templariuszy pod panowanie Brandenburgii i została włączona do Nowej Marchii. W latach 1300–1559 Witnica była posiadłością cystersów z Kołbacza. Po sekularyzacji Witnica od 1559 roku wchodziła w skład posiadłości Hohenzollernów. Miasto zostało niemal całkowicie zniszczone podczas wojny trzydziestoletniej. W połowie XVIII wieku w niewielkiej osadzie, jaką wtedy była Witnica, powstałą manufaktura produkująca sukno oraz pończochy, a także huta żelaza. W 1857 roku Witnica uzyskała połączenie kolejowe. W tym okresie uruchomiona została również odlewnia żelaza i fabryka maszyn. Na początku XX wieku Witnica otrzymała prawa miejskie. W 1935 roku Witnica liczyła 5600 mieszkańców.
W wyniku II wojny światowej w 1945 miasto zostało włączone do Polski, otrzymując nazwę Witnica. Dotychczasową ludność wysiedlono do Niemiec. W 1946 roku Witnicę zamieszkiwało 2600 osób. W latach 1946–1950 miasto należało do województwa poznańskiego. Od 1950 do 1975 roku należała do województwa zielonogórskiego, w latach 1975–1998 do województwa gorzowskiego, a od 1999 roku należy do powiatu gorzowskiego w województwie lubuskim.
W okresie powojennym Witnica była lokalnym ośrodkiem przemysłowo-usługowym i obsługiwała głównie teren gminy. W mieście istniała kaflarnia (zlikwidowana w 1993 roku), zakład produkcji kontenerów oraz fabryki mebli. Część z tych zakładów nie sprostała wymogom gospodarki wolnorynkowej i upadła.

## Zabytki i osobliwości

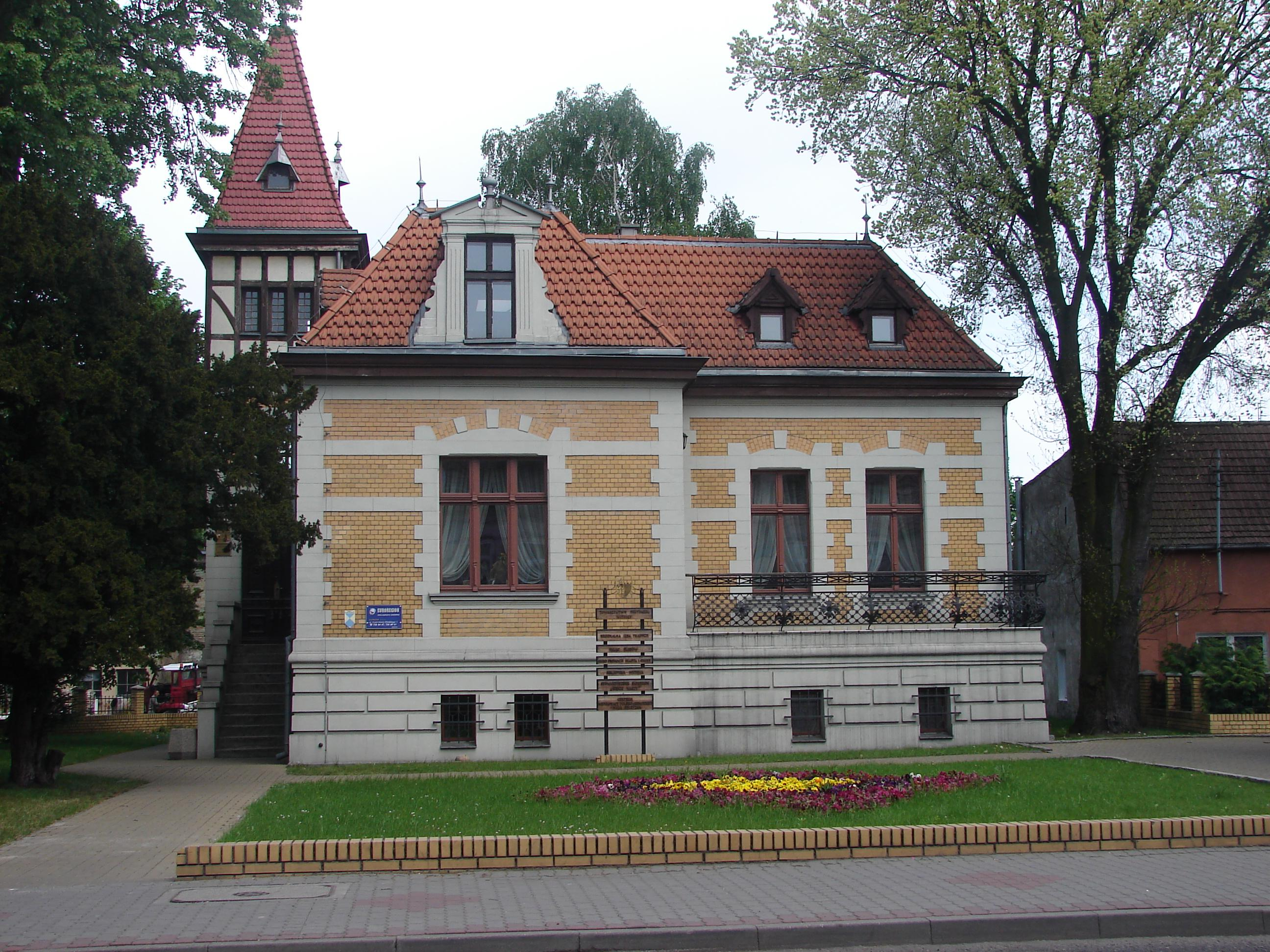
Żółty Pałacyk

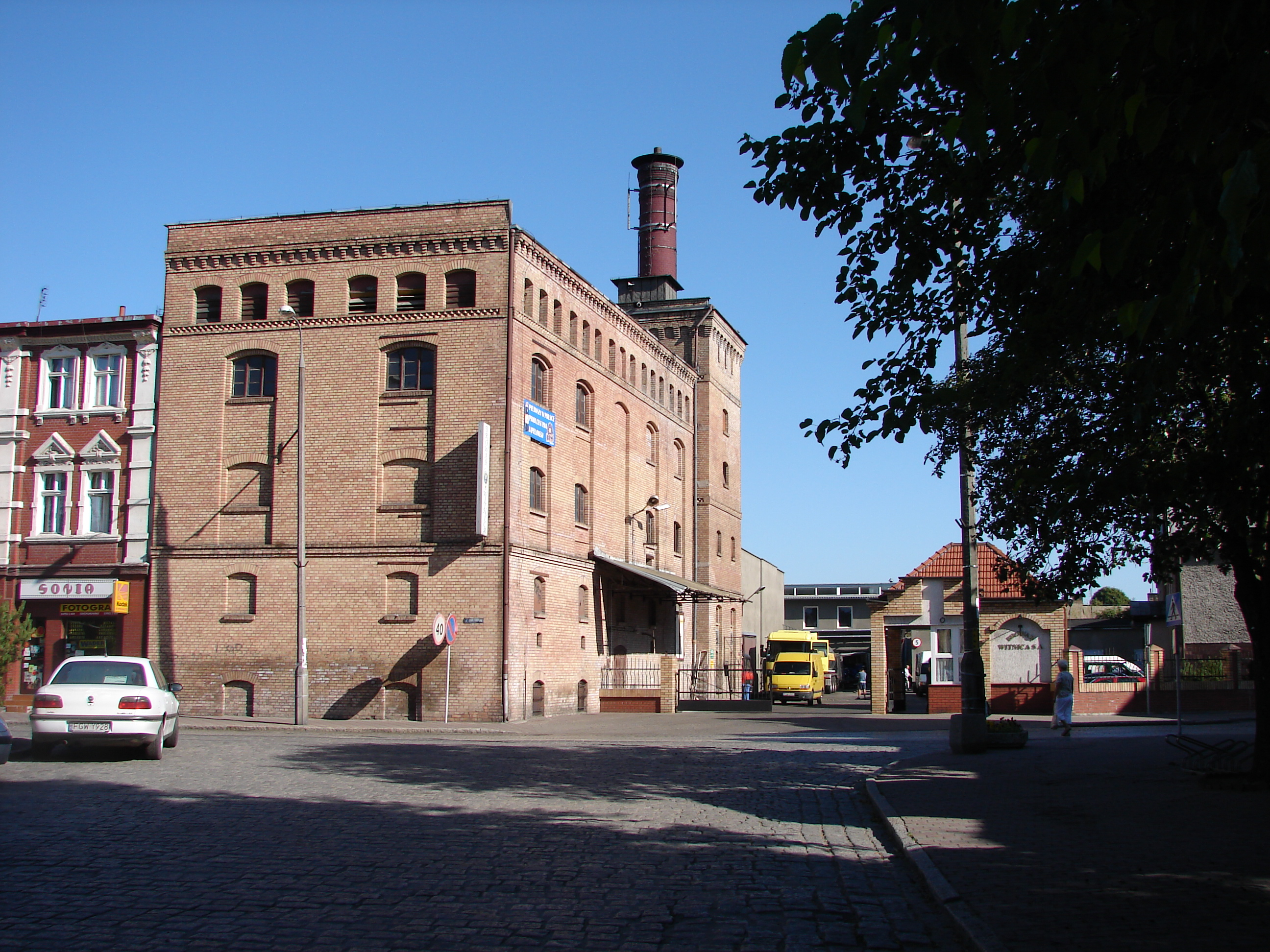
Browar Witnica

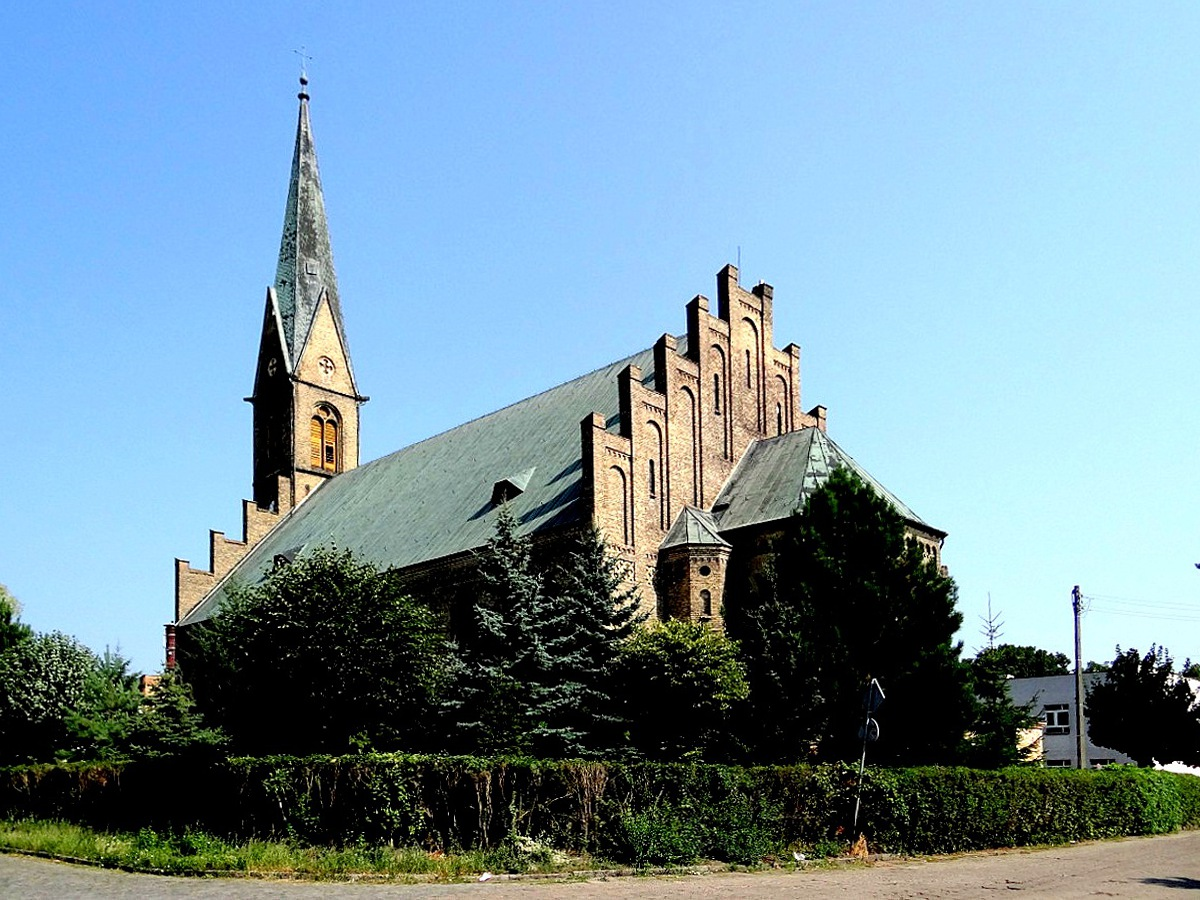
Kościół MB Nieustającej Pomocy

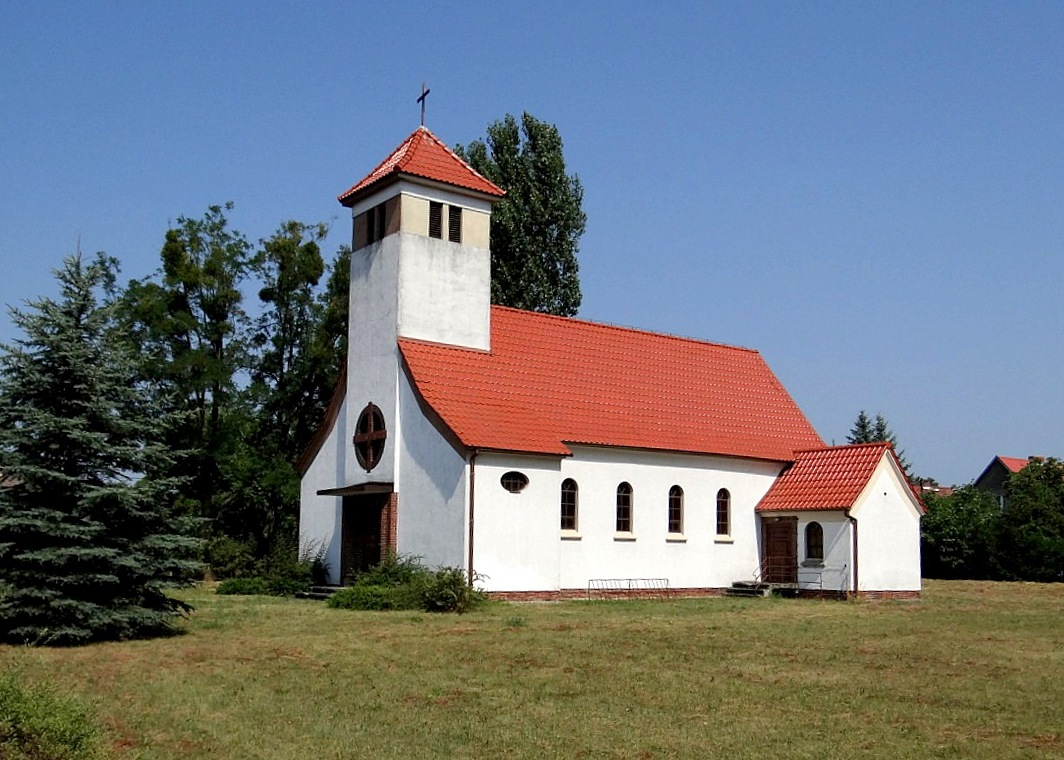
Kościół Świętego Krzyża

Do wojewódzkiego rejestru zabytków wpisane są:
- kościół pomocniczy pw. Świętego Krzyża, z 1930,
- kościół ewangelicki, obecnie rzym.-kat. par. pw. MB Nieustającej Pomocy, ul. Gorzowska 2, z 1875,
- willa, ob. plebania rzym.-kat., ul. Gorzowska 2, z 1905,
- dom, ul. Gorzowska 16, szachulcowy, z XVIII-XIX w.,
- willa, ul. Myśliwska 2, z pocz. XX w.,
- willa Żółty Pałacyk, ul. Sikorskiego 6, z 1880,
- dom, ul. Sportowa 14, szachulcowy, z poł. XIX w.,
- budynek fabryczny, szmelcownia, z 1825, nie istnieje,
- zespół młyna wodnego, z XVIII-XIX w.:
  - młyn wodny, szachulcowy,
  - pralnia, szachulcowa,
  - łaźnia,

inne obiekty:
- Park Drogowskazów i Słupów Milowych Cywilizacji,
- Browar Witnica.

## Muzea
- Muzeum Chwały Oręża Polskiego w Witnicy

## Demografia
Według danych z 30 czerwca 2024 r. miasto miało 6417 mieszkańców.

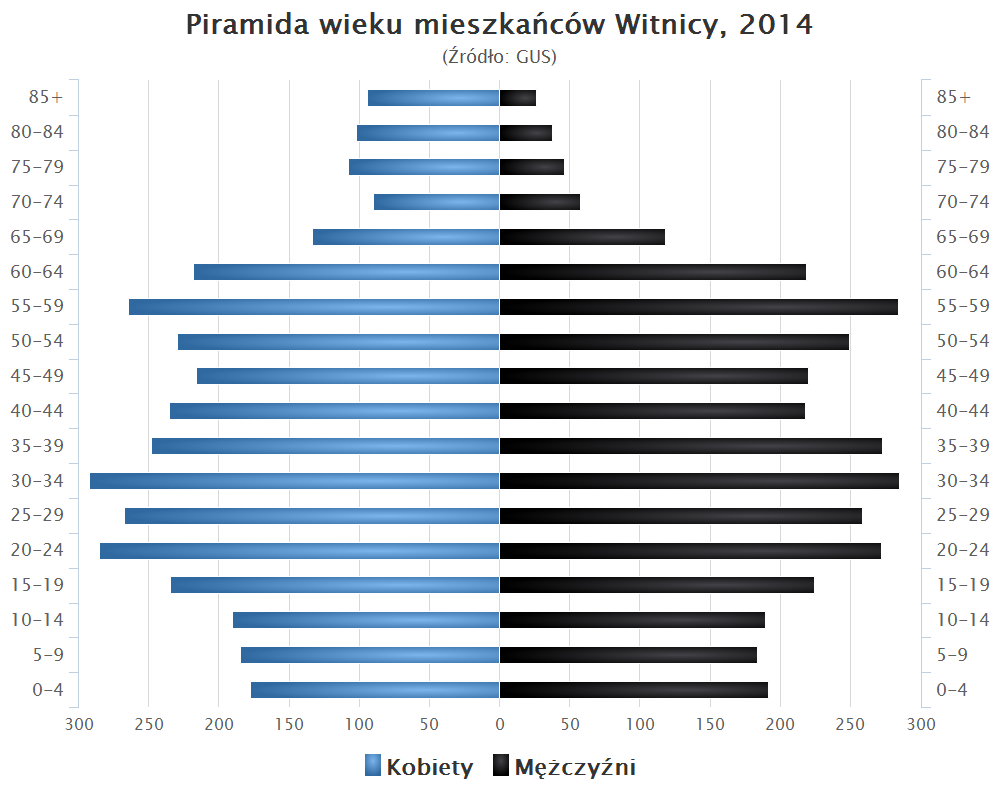
Piramida wieku mieszkańców Witnicy w 2014 roku

## Infrastruktura

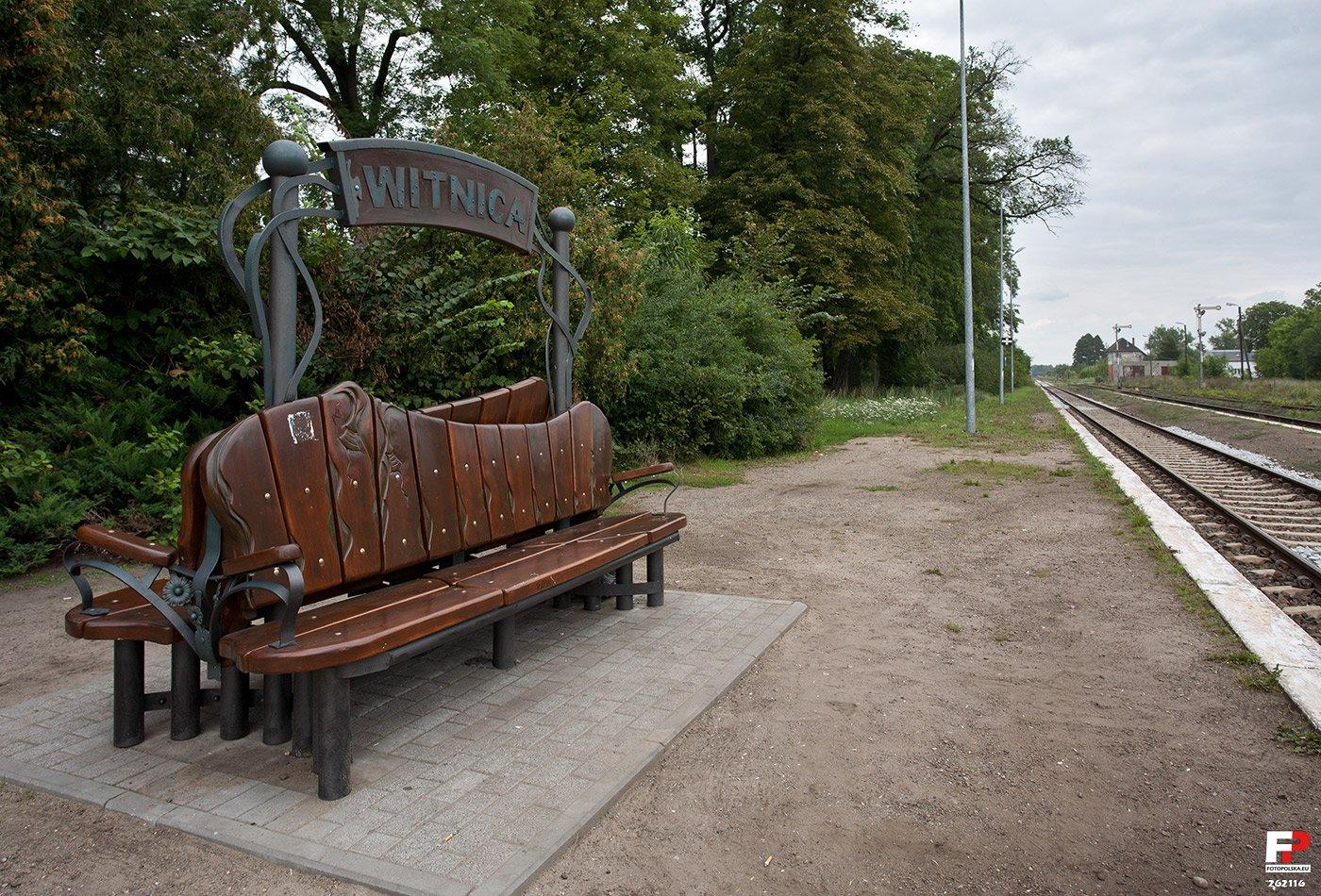
Stacja kolejowa Witnica

Witnica leży przy drodze nr 132 (relacji Gorzów Wielkopolski – Kostrzyn nad Odrą). Z miasta biegną też drogi lokalne do Mosiny, Lemierzyc, Lubiszyna. Przez teren miasta biegnie linia kolejowa nr 203 łącząca Kostrzyn nad Odrą i Gorzów Wielkopolski a dalej biegnąca przez Drezdenko oraz Krzyż Wielkopolski. W roku 2006 do użytku oddana została obwodnica drogowa. Witnica ma oczyszczalnię ścieków, wodociągi, kanalizację, miasto jest zgazyfikowane.

## Kluby sportowe
- Miejski Klub Sportowy „Czarni” Witnica – klub piłkarski założony w 1945 roku i występujący w IV lidze. Klub dysponuje również sekcjami juniorów i trampkarzy. W sezonie zimowym młodzi piłkarze trenują w hali oddanej do użytku w 1999 roku. Znajduje się tam również salon odnowy biologicznej.
- Uczniowski Klub Sportowy „Kanonierzy” – klub piłkarski działający przy Szkole Podstawowej w Witnicy.
- Uczniowski Klub Sportowy „Witniczanin” – klub tenisa stołowego. Obecny klub rozgrywa mecze w III lidze, wcześniej także w II lidze.
- Sekcja „Karate Shotokan”
- Witnicki Klub Koszykarzy Amatorów.
- Witnicki Klub Siatkarzy Amatorów.
- Sekcja żużlowa.
- Witnicki Klub baseballowy „Wilki Witnica”

## Wspólnoty wyznaniowe
- Kościół rzymskokatolicki:

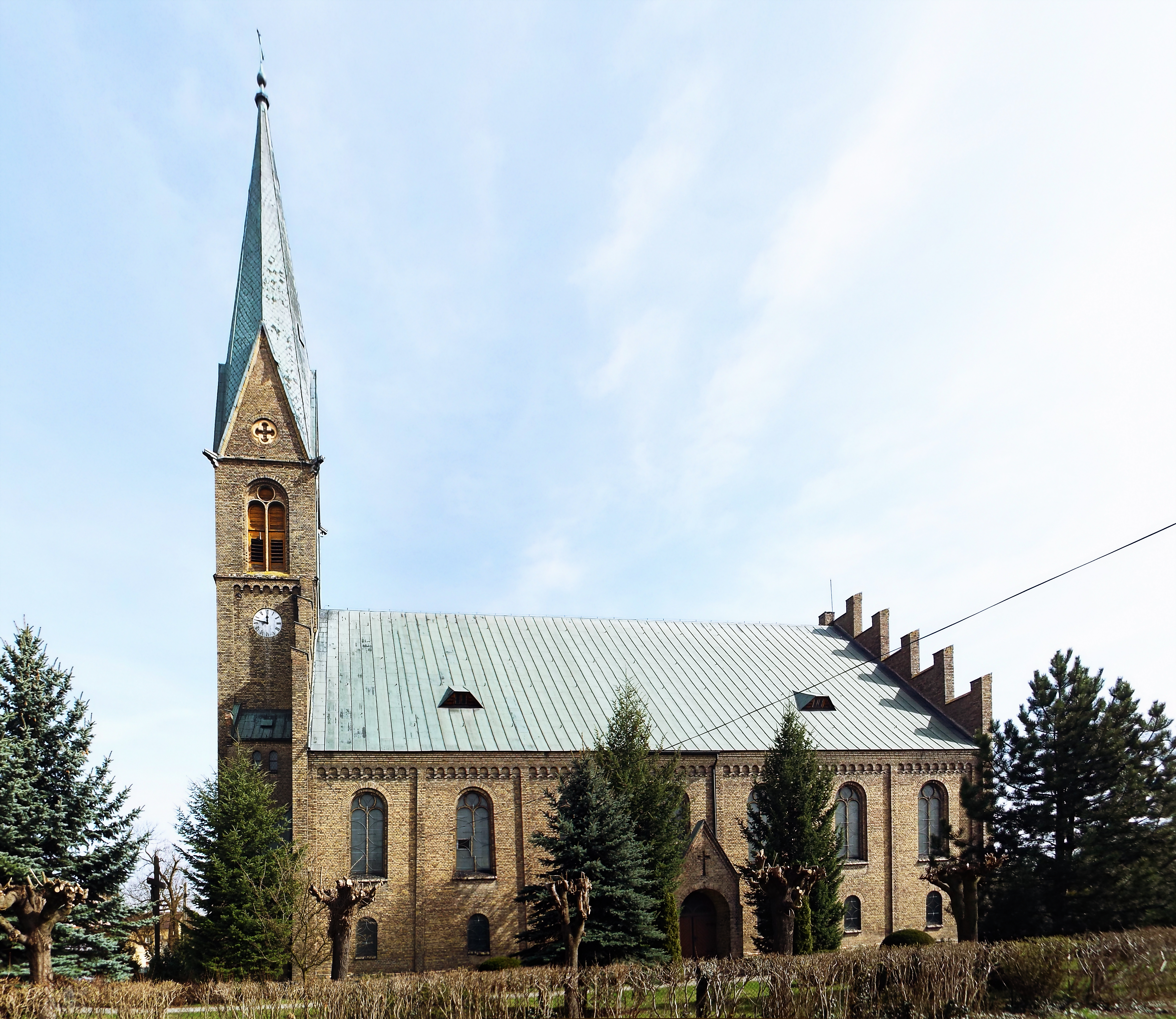
Kościół Matki Bożej Nieustającej Pomocy

  - parafia Matki Bożej Nieustającej Pomocy
- Świadkowie Jehowy:
  - zbór Witnica (Sala Królestwa ul. Rolna 7)[11]

## Współpraca międzynarodowa
Miasta i gminy partnerskie:
- Druten
- Müncheberg
- Maruszkino(inne języki) (koło Moskwy)
- Mosina[13]